# Arachniodes cavalerii
Arachniodes cavalerii là một loài thực vật có mạch trong họ Dryopteridaceae. Loài này được (H. Christ) Ohwi miêu tả khoa học đầu tiên năm 1962.